# Peñaranda de Duero
Peñaranda de Duero ist eine Gemeinde (municipio) mit 464 Einwohnern (Stand: 2024) in der spanischen Provinz Burgos in der autonomen Region Kastilien-León. Der Ort wurde als Kulturgut (Bien de Interés Cultural) in der Kategorie Conjunto histórico-artístico anerkannt.

## Lage
Peñaranda de Duero liegt auf dem Nordufer des Río Arandilla, einem nördlichen Nebenfluss des Río Duero etwa 19 Kilometer (Fahrtstrecke) östlich von Aranda de Duero und ca. 100 Kilometer südlich von Burgos, auf einer Höhe von 853 msnm. Der Burgberg ist etwa 60 Meter höher gelegen.

## Toponym
Der Name Peñaranda setzt sich aus den Wörtern Penna und Aranda zusammen, welche sich aus dem Keltischen herleiten: Pen-Nos („Kopf, Höhe, Berggipfel“) und Arauta bzw. Aranda („Wasser in Bewegung, Welle, Fluss“).

## Bevölkerungsentwicklung
| Jahr      | 1960  | 1970  | 1981 | 1991 | 2001 | 2007 |
| Einwohner | 1.507 | 1.104 | 821  | 730  | 592  | 507  |

In der 2. Hälfte des 19. Jahrhunderts bis zum Jahr 1960 hatte der Ort stets um die 1.500 Einwohner. Infolge der Mechanisierung der Landwirtschaft ist die Zahl der Einwohner seit der Mitte des 20. Jahrhunderts rückläufig.

## Wirtschaft
Die Kleinstadt bildete im Mittelalter das handwerkliche und merkantile Zentrum mehrerer Dörfer und Einzelgehöfte in der Umgebung. Heute ist – neben dem Weinbau – der Tourismus die wichtigste Einnahmequelle der Gemeinde.

## Geschichte
Bereits in vorrömischer Zeit war die Gegend um Peñaranda de Duero besiedelt. Nach der islamischen Eroberung der Iberischen Halbinsel entvölkerte sich das Gebiet und wurde erst nach der erfolgreichen Rückeroberung Toledos (1085) unter Alfons VI. wiederbesiedelt (repoblación). Kurz darauf entstand eine erste Burg (castillo), die jedoch im 16. Jahrhundert umgestaltet wurde.

## Sehenswürdigkeiten

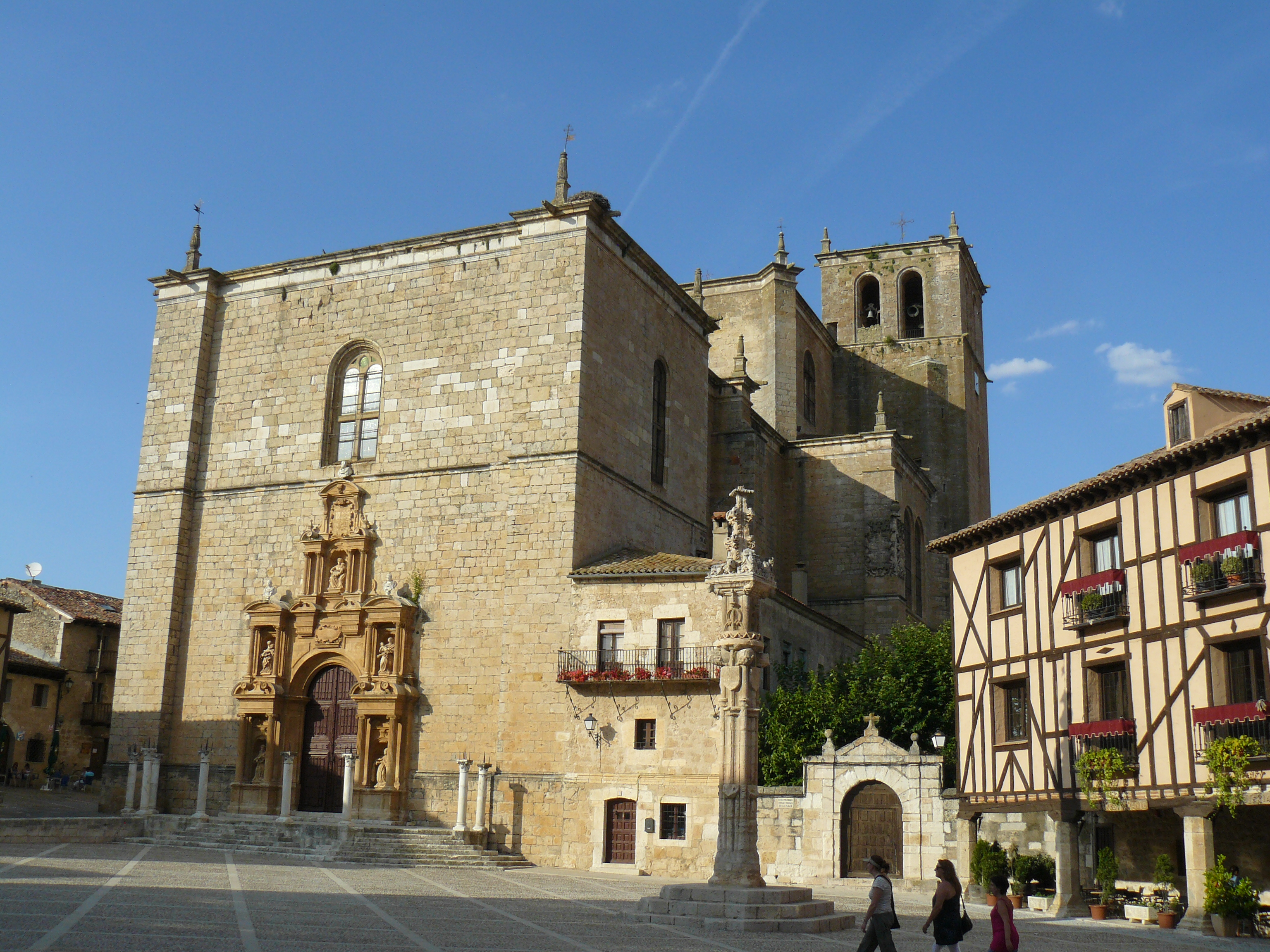
Plaza Mayor mit Ex-Kollegiatkirche Santa Ana, Fachwerk- und Steinhäusern sowie der Gerichtssäule (rollo)

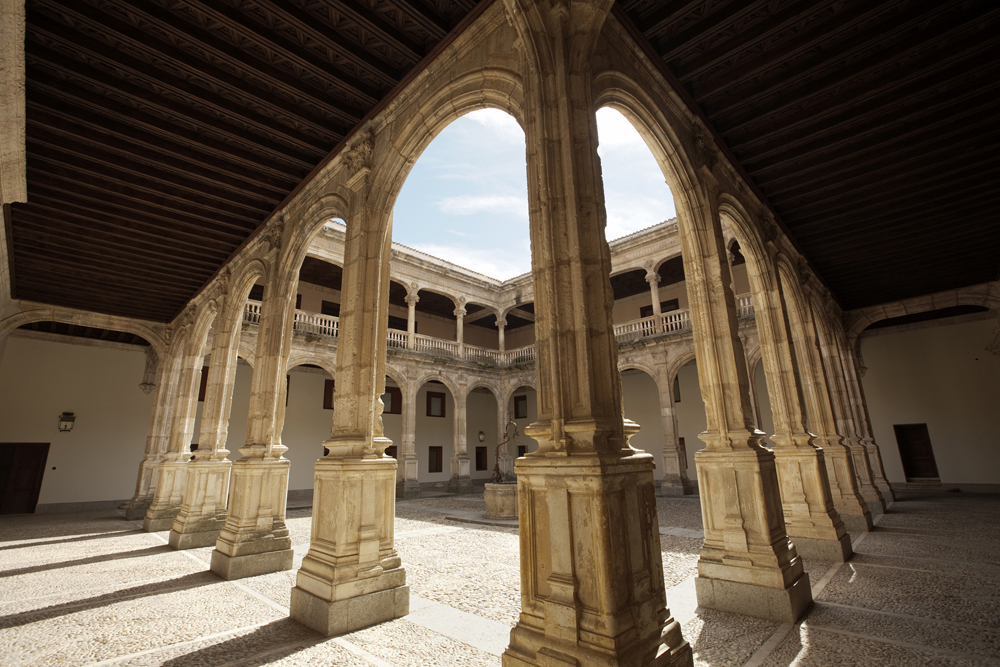
Palacio de los Zúñiga y Avellaneda

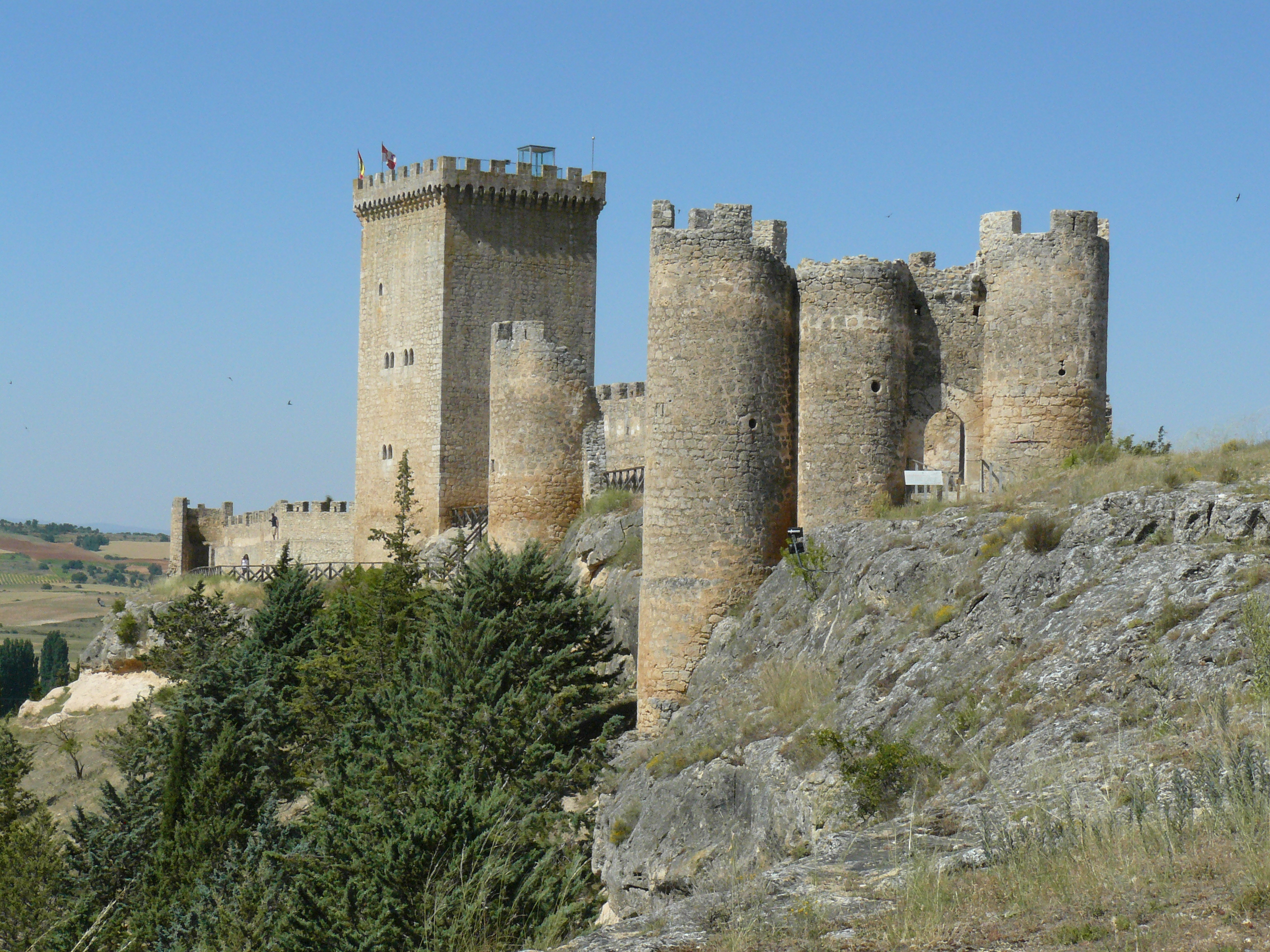
Burg (castillo)

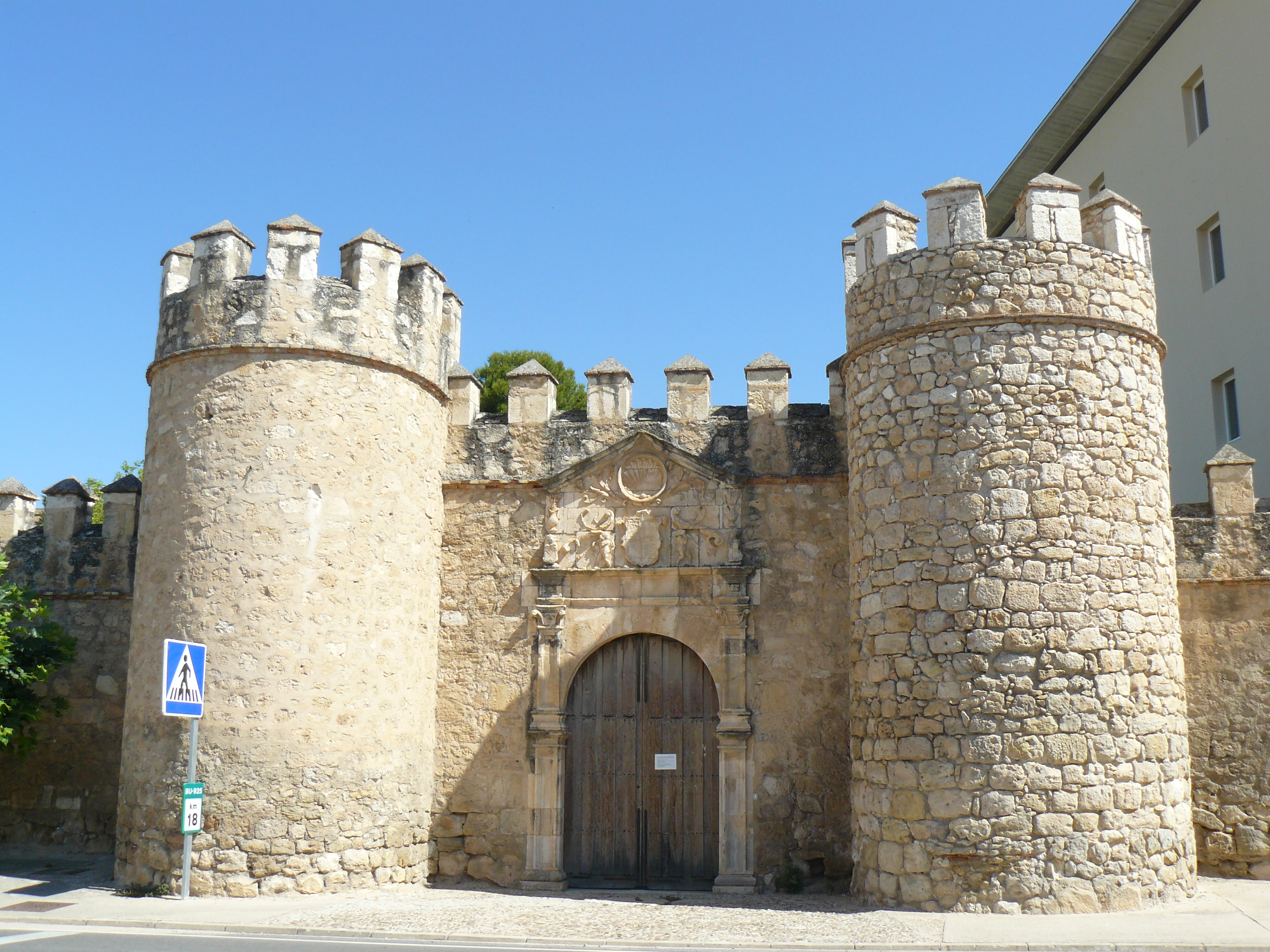
Stadttor (Puerta de Muralla)

- An die Plaza Mayor grenzen schöne Fachwerkhäuser, welche auf großen Steinpfeilern ruhen. In der Mitte des von Stützen- oder Arkadenbauten umstandenen Platzes findet sich eine imposante Gerichtssäule oder Pranger (rollo) vom Ende des 15. Jahrhunderts.
- Die Westfassade der in den Jahren nach 1540 erbauten ehemaligen Kollegiatkirche Santa Ana ist unvollendet geblieben. Das Portal stammt aus dem 18. Jahrhundert; zur gleichen Zeit wurde das Innere der Kirche in barocker bzw. klassizistischer Manier umgestaltet. Der Hauptaltar entstand nach Entwürfen des Architekten Ventura Rodríguez. Vor dem Portal stehen acht monolithische Säulen mit Kapitellen, die – ebenso wie die drei Kaiserbüsten – im Auftrag des sechsten Grafen von Miranda aus Neapel herbeigeschafft wurden.
- Die gotische Schandsäule, vielleicht die schönste in der Provinz Burgos, zeigt auf der Stirnseite Löwen mit Mähne, in welche drei Schilde eingemeißelt sind, die die Wappen der Familien Zúñiga und Avellaneda darstellen. Ursprünglich stand sie – wie in der Provinz Burgos, aber auch andernorts üblich – außerhalb der Stadtmauer, wurde aber 1959 auf die Plaza Mayor versetzt, wo sie seitdem als dekoratives Element dient.
- Der im 16. Jahrhundert erbaute Palast (Palacio de los Zúñiga y Avellaneda) wurde 1530 von Francisco de Zúñiga y Avellaneda, dem dritten Grafen von Miranda, in Auftrag gegeben. Er wurde von Francisco de Colonia entworfen und gilt als einer der schönsten Profanbauten der Renaissance in Spanien. Portal und doppelgeschossiger Innenhof sind im plateresken Stil gehalten. Innerhalb des Palastes finden sich Räume mit wunderschönen Kassettendecken; sehenswert ist außerdem die elegante Treppe. Heute befindet sich in dem Palast ein Studienzentrum.
- Die Botica de los Ximeno ist die älteste erhaltene Apotheke Spaniens und enthält noch eine vollständig erhaltene Original-Ausstattung aus dem 18. Jahrhundert. Sie wurde am Ende des 17. Jahrhunderts von Andrés Ximeno Camarero für seinen Sohn Lucas Ximeno Briongos gegründet und blieb bis 1960 sieben Generationen lang im Familienbesitz. Danach wurde sie von der Stadt erworben und als Museum wiedereröffnet.
- Die Burg von Peñaranda de Duero wurde im 11. Jahrhundert während der Reconquista errichtet, um erneute Angriffe der Mauren abzuwehren oder zumindest aufzuhalten. Aus diesem Grund war sie ursprünglich als Verteidigungsanlage konstruiert worden. Zu dieser Zeit verlief entlang des Río Duero die Grenze zwischen den Mauren und den Christen. Später wurde ihre einfache Konstruktion geändert; ihre heutige Form erhielt sie im 16. Jahrhundert. Die ehemals nur über eine Zugbrücke zugängliche Burg ist – neben der in Frías – die sehenswerteste der Provinz Burgos. Sie ähnelt in Lage und Bauart der von Peñafiel in der Provinz Valladolid.
- Von der spätmittelalterlichen Stadtmauer (muralla) aus dem 15. Jahrhundert stehen noch einige Teilstücke; sehenswert ist die Puerta de Muralla mit ihrem wappen- und muschelgeschmückten Giebelfeld.
- Der Karmelitinnenkonvent (Convento del Carmen) wurde im 16. Jahrhundert vom Duque de Peñaranda, D. Juan de Zúñiga, gestiftet. Die teilweise barocke Ausstattung der Kirche entstand erst im 18. Jahrhundert.